# Боронява
Боро́няво (застаріла назва-Укр. Боронява;Угор. Boronyava; Huszt-Baranya);— село в Хустській міській громаді Хустського району Закарпатської області, Україна.

## Історія

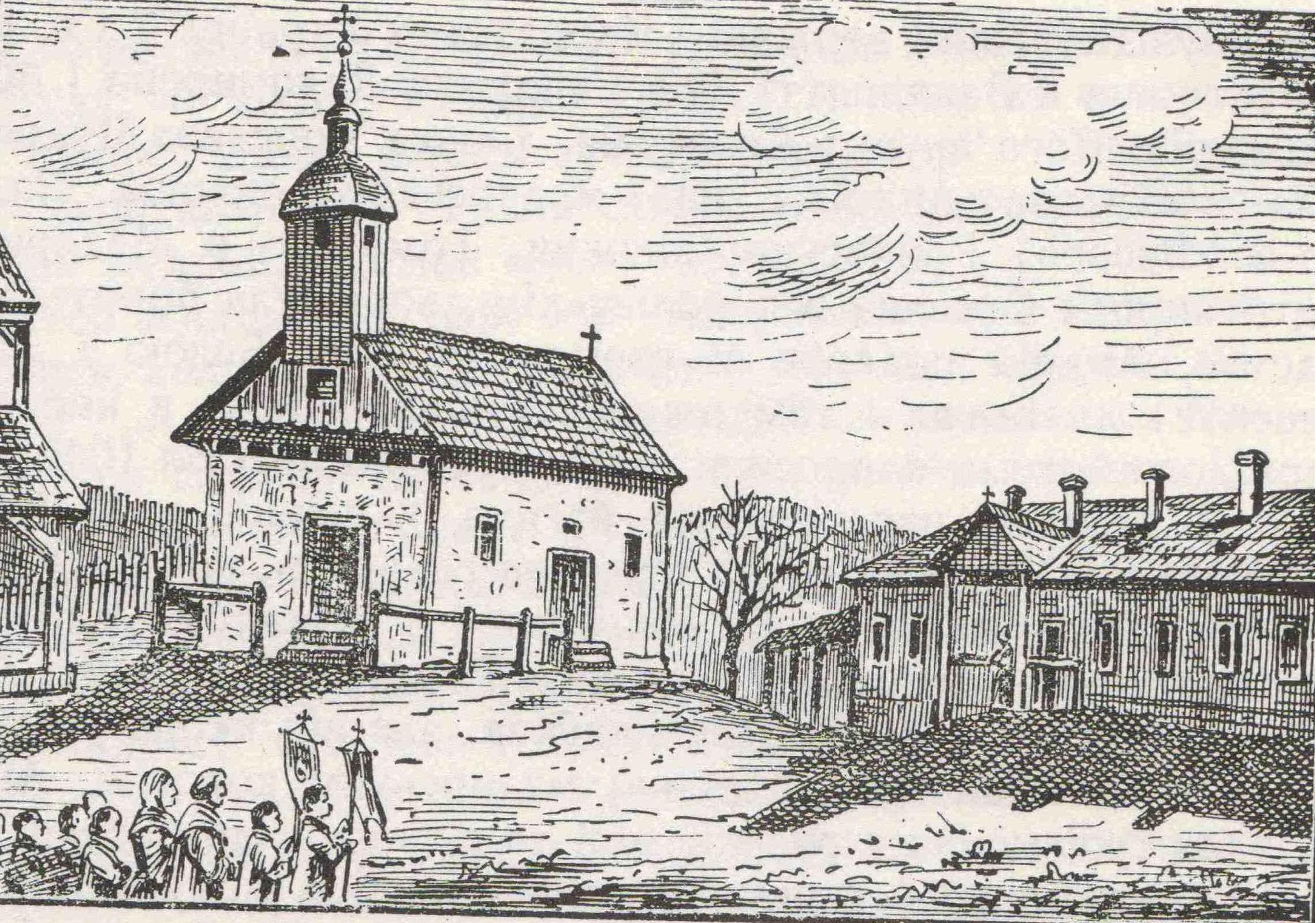
Боронявський монастир (гравюра)

Старожили Боронява стверджують, що ще в 50-х роках, на околиці села видні були сліди курганів. Можливо, поховальних, ще із часів білих хорватів. А це ІІ-І тисячоліття до н. е. Люди, розрівнюючи їх під посіви, знаходили тут різні черепки, а іноді й металеві речі.
Вперше згадується в 1389 році як Baranya. Походження його назви пов'язане з колишніми пасовищами. Його першим відомим господарем була угорська родина Нодь, один із членів якої, Освальд, згадувався в 1449 році.
Тут було розвинуте видобування солі.
Місцеве урочище Шахти назване так, бо тут колись існували дві шахти, від яких залишились лише невеликі горбики. Розміщені вони були неподалік обійстя Щербанів. Цими шахтами здавна цікавились науковці. Але не могли дати однозначної відповіді, що саме видобували предки у цих шахтах. Наприкінці 1400-х років селище згадувалося лише як поле біля Хуста, і його населення почало знову зростати до кінця 18-го століття.
Господарство села ґрунтоване на вирощуванні зернових, також розвинуте тваринництво. Перша згадка про село в історичних документах припадає на 1389 р. Назва села походить від давньослов'янського кореня, який означає «боронити», тобто захищатися.
Під час нацистської окупації 20 жителів села мігрували до СРСР, де їх засудили до різних термінів ув'язнення, а частину потім завербували до диверсійних загонів. 23 жовтня 1944 р. село зайняли радянські війська. У Бороняві встановлені пам'ятники односельцям, які загинули у боротьбі з нацистами. Серед жителів села було чимало як замучених нацистами, так і репресованих НКВС.
Неподалік, в урочищі «Проба» розміщено мінеральне лікувальне джерело. У 14-15 ст. згадується про мінеральну воду названу «Безсмертна криниця». Викопувалась у землі яма й заповнювалась мінеральною водою, а підігрів її здійснювався розпеченим на вогнищі камінням. Хворі сідали у «купіль» й перебували у воді, поки вона не вистигала. У 80-ті роки планувалось пустити трубами довжиною більш як триста метрів цілющу воду із боронявського джерела в басейн на низинній місцевості, а біля них звести невеликі будиночки для відпочиваючих та добре починання, згодом було зведено нанівець.
Село до 1945 року було частиною Хуста — його сьомою вулицею — Хуст — Бороняво. Жителі села займалися домашніми ремеслами, виготовляли гуні, петеки, постоли з шкіри. Село розросталося завдяки соляним копальням, які були розташовані поблизу урочища «Проба».
В селі знаходиться ВАТ «Закарпатська рибоводна станція». В 60-х роках за стратегічних міркувань Радянського уряду в селі Бороняво на базі водних ресурсів річки Бороняви створено штучне водосховище з великим запасом прісної води. 1972 року Кабінетом Міністрів УРСР на базі водосховищ було засновано Закарпатську рибоводну меліоративну станцію для вирощування малька рослиноїдних риб. Тепер[коли?] станція займається розведенням рибо-посадкового матеріалу, маточного поголів'я товарної риби, використовуючи комплекс ставків загальною площею водного джерела 121 га.

## Населення

### Мова
Розподіл населення за рідною мовою за даними перепису 2001 року:
| Мова       | Кількість | Відсоток |
| ---------- | --------- | -------- |
| українська | 3473      | 98.92%   |
| російська  | 35        | 0.99%    |
| білоруська | 1         | 0.03%    |
| угорська   | 1         | 0.03%    |
| німецька   | 1         | 0.03%    |
| Усього     | 3511      | 100%     |

## Храми
Церква Покрови пр. богородиці. 1888.
У селі стоїть кам'яна церква базилічного типу з бароковою вежею на західному фасаді. Землю для церкви дав Федір Клованич, а почали її будувати монахи та місцеві жителі в 1847 р. Близько 1866 р. йшлося про причетність до спорудження церкви тодішнього хустського пароха, а пізніше єпископа Іоана Пастелія.
У 1888 р., на свято Різдва Богородиці, дочірній храм Боронявського монастиря було благословлено, але він був без вежі та іконостаса і без жодних прикрас аж до 1902 р. Велику роль у спорудженні храму відіграв Микола Кучерявий, що був головою села та куратором упродовж 42 років.
З майстрів запам'ятався Юрій Клованич, із жертвувачів — Лемко, Дикун, а Баняс дав багато дерева на дахову конструкцію. Спочатку дахи були вкриті дранкою, аз 1910 р. — бляхою. Іконостас зробив Василь Фірцак. Художник з Львівщини Антон Пилиховський позолотив іконостас, намалював ікони і розписав стіни церкви. Закінчену церкву урочисто посвятив 4 лютого 1906 р. о. Іоан Басков разом з ігуменом монастиря о. Матвієм Врабелем та парохом Сокирниці Петром Медвецьким.
Як розповідає дяк Іван Клованич — правнук М. Кучерявого та Ф. Клованича, велику роль у будівництві відіграли монахи-василіяни ігумен Лупіш та намісник Гавріш, що першими служили у храмі.
У 1927 р. під час бурі зірвало з дахів бляху і церкву довелося перекривати. Того ж року відлито 500-кілограмовий дзвін на замовлення куратора Щадея, інший дзвін походить з 1802 р.
У 1979 р. зроблено прибудову. У 1980 р. Василь Теґза з Хуста оновив іконопис і настінне малювання, а в 1983 — позолочено іконостас.
Церква Вознесіння Господнього. 1927.
Землю для спорудження православної церкви дав Петро Попович поряд з греко-католицькою церквою. Дерев'яну церкву 14,5 м завдовжки, 7 м завширшки при висоті стін 3,5 м та висоті вежі 11,75 м збудували місцеві майстри Король, Орінчай, Форкавець, Хмара, а вів будівництво Микола Лемко, який трагічно загинув, упавши з турні. Двосхилі дахи вкрили драницями, невелику вежу увінчувало конічне бляшане шатро. Правили в церкві монахи з нанківського монастиря.
Церкву зняли з реєстрації діючих церков 5 вересня 1961 р., а в жовтні 1977 р. споруду розібрали, як аварійну.

## Боронявський монастир

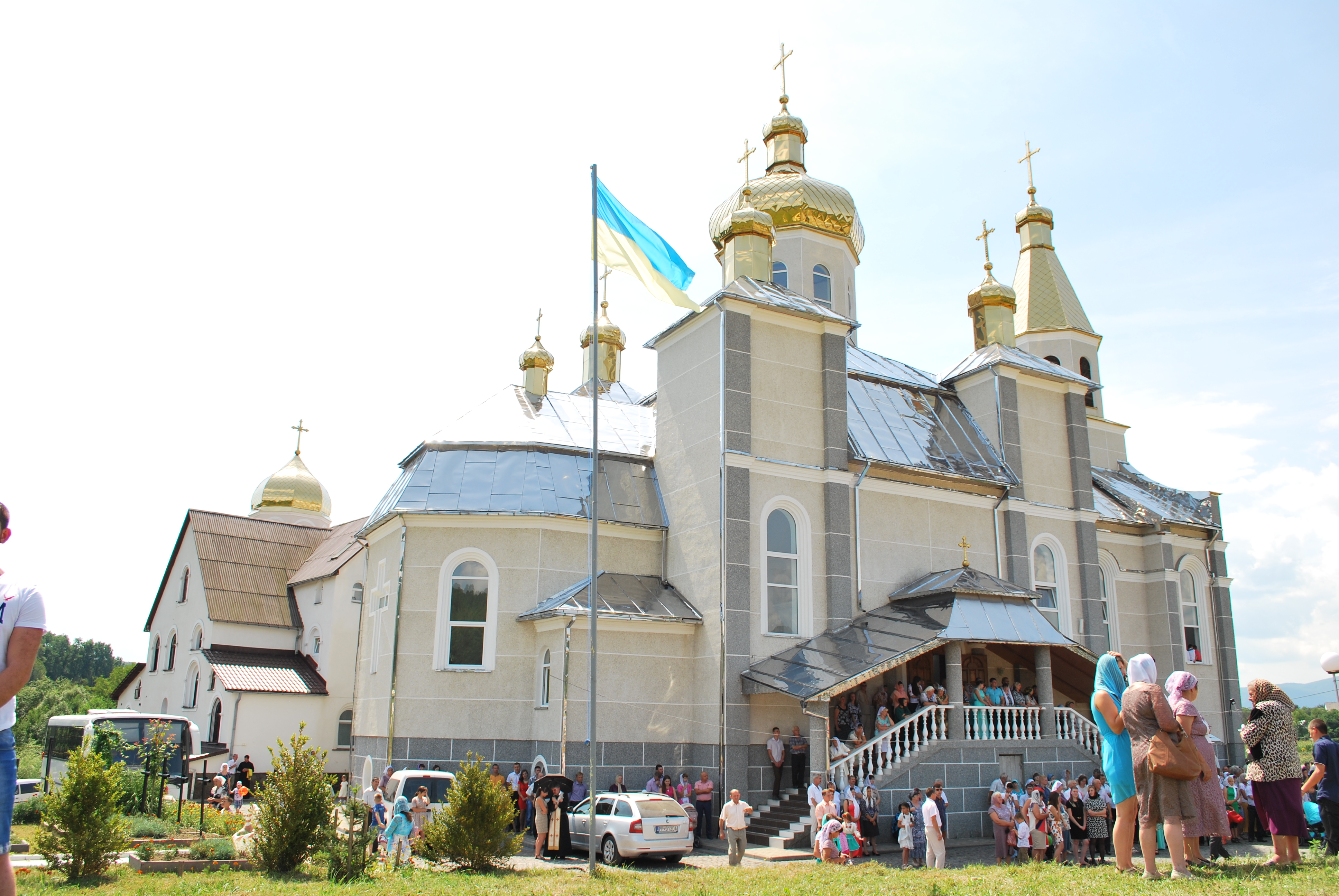
Боронявський монастир у наші дні

Боронявський монастир отців василіян є однією з чотирьох діючих василіянських обителей Закарпаття. Він був закладений отцем Іваном Козаком, парохом Нижнього Селища і Копашнева, який постригся в ченці, прийнявши монаше ім'я Йосиф, та збудував 1716 р. дерев'яний монастир на полі, котре купив від хустських громадян.
У 1730-ті рр. монастир увійшов до василіянської провінції Святого Миколая. У 1788 р. монастир офіційно скасували, але він продовжив існувати як філія монастиря в Імстичеві і ченці продовжили служити для місцевої греко-католицької парохії. Будівлі обителі були оновлені у 1806 р. за адміністратора о. Авраамія Колесаря, Чину Святого Василія Великого, але за 50 років він майже розвалювався. Тож обитель знову відремонтували.
У 1851 р. Боронявський монастир офіційно відновили як самостійний завдяки старанням отця василіянина Якова Бованковича. У другій половині ХІХ ст. василіяни проводили будівництво парохіяльної церкви у центрі села, у якій з радянських часів служить православна громада.
У 1888 р. австро-угорський імператор Франц Йосип І надав обителі допомогу 250 золотими, міністерство шкільництва — 200 золотими, адміністрація с. Бач-Керестур — 68 золотими. Це дало змону відбудувати кам'яний монастир і церкву. Римський папа Лев ХІІІ декретом (бреве) від 28 березня 1893 р. приділив монастиреві відпуст на свята св. пророка Іллі, Благовіщення та Воздвиження Чесного Хреста.
6 серпня 1912 р. на свято св. Іллі монастир відвідали діячі Карпатської України Августин Штефан та Михайло Бращайко. Вони виступили з промовами, у якій схвалили те, що в стінах монастиря відчуваються добрі відносини між селянством та інтелігенцією.
Останнім довоєнним ігуменом у Бороняві був о. Йосиф Завадяк, який зазнав переслідувань з боку радянського режиму, відмовився переходити на російське православ'я, був засуджений до 25 років, але звільнений у 1956 р. за амністією. Цей чернець василіянин продовжив підпільно служити для греко-католиків Хуста, Бороняви та околиць. Через це на нього 4 грудня 1958 р. зумисне наїхали машиною, коли він повертався велосипедом із кар'єру, де працював. Монаха поховали на кладовищі на Замковій горі у Хусті. Попри насилля з боку радянської адміністрації, яка хотіла знищити монастир у Бороняві і обгородила його колючим дротом, подібно до джерела у Зарваниці, вірні постійно збиралися біля обителі на празники святого пророка Іллі 2 серпня. Їх намагалися розганяти із міліцією і собаками, щоб заглушити молитви, вмикали гучномовці з піснями Алли Пугачової тощо. У 1988 р. греко-католики у Бороняві, попри перешкоди з боку влади, зібралися відзначити 1000-ліття Хрещення Русі-України: їхали вірні як із Закарпаття, так і зі Львівщини, Івано-Франківщини, Тернопільщини. Міліція ж оточила Бороняво кордоном, скасували автобусні рейси. Біля витоків відродження монастиря стояли отці василіяни Павло Мадяр та Богдан Тодавчич (він став першим ігуменом), а також владика Іван Марґітич.
25 лютого 1992 р. о. Йосифа Завадяка ЧСВВ, було реабілітовано на підставі Закону Української РСР «Про реабілітацію жертв політичних репресій на Україні» від 17 квітня 1991 р. 12 травня 2000 року відбулося урочисте перепоховання тлінних останків о. Йосифа ЧСВВ. Численний процесійний хід з мощами о. Завадяка, від Хуста до Боронявського монастиря, очолив єпископ Іван Маргітич, тодішній ігумен Боронявського монастиря о. Атанасій Чейпеш і близько 50 священиків, монахів і монахинь та вірних.
Історії Боронявського монастиря присвячена книга «Світильник віри: історія Боронявського монастиря на тлі епох», що вийшла друком у Видавництві Українського католицького університету у 2017 р. Її автором є науковий співробітник Інституту Історії Церкви Українського католицького університету Володимир Мороз, який за сприяння Василіянської Провінції святого Миколая в Україні працював над книгою упродовж трьох років. Презентація видання відбулася під час прощі у Боронявському монастирі 1 серпня 2017 р.

## Відомі уродженці
- Фіца Михайло Іванович (1962) — український актор театру і кіно, заслужений артист України.
- Пилипець Іван Васильович (1982) — український співак. Заслужений артист України.

## Туристичні місця
— Старожили Боронява стверджують, що ще в 50-х роках, на околиці села видні були сліди курганів. Можливо, поховальних, ще із часів білих хорватів. А це ІІ-І тисячоліття до н. е. Люди, розрівнюючи їх під посіви, знаходили тут різні черепки, а іноді й металеві речі.
- видобування солі.
- в урочищі «Проба» розміщено мінеральне лікувальне джерело.
-  «Безсмертна криниця». Викопувалась у землі яма й заповнювалась мінеральною водою, а підігрів її здійснювався розпеченим на вогнищі камінням.
- «Закарпатська рибоводна станція».
- храм Покрови пр. богородиці. 1888.
- храм  Вознесіння Господнього. 1927
- Боронявський монастир отців василіян  